# Leontópolis (Heliópolis)

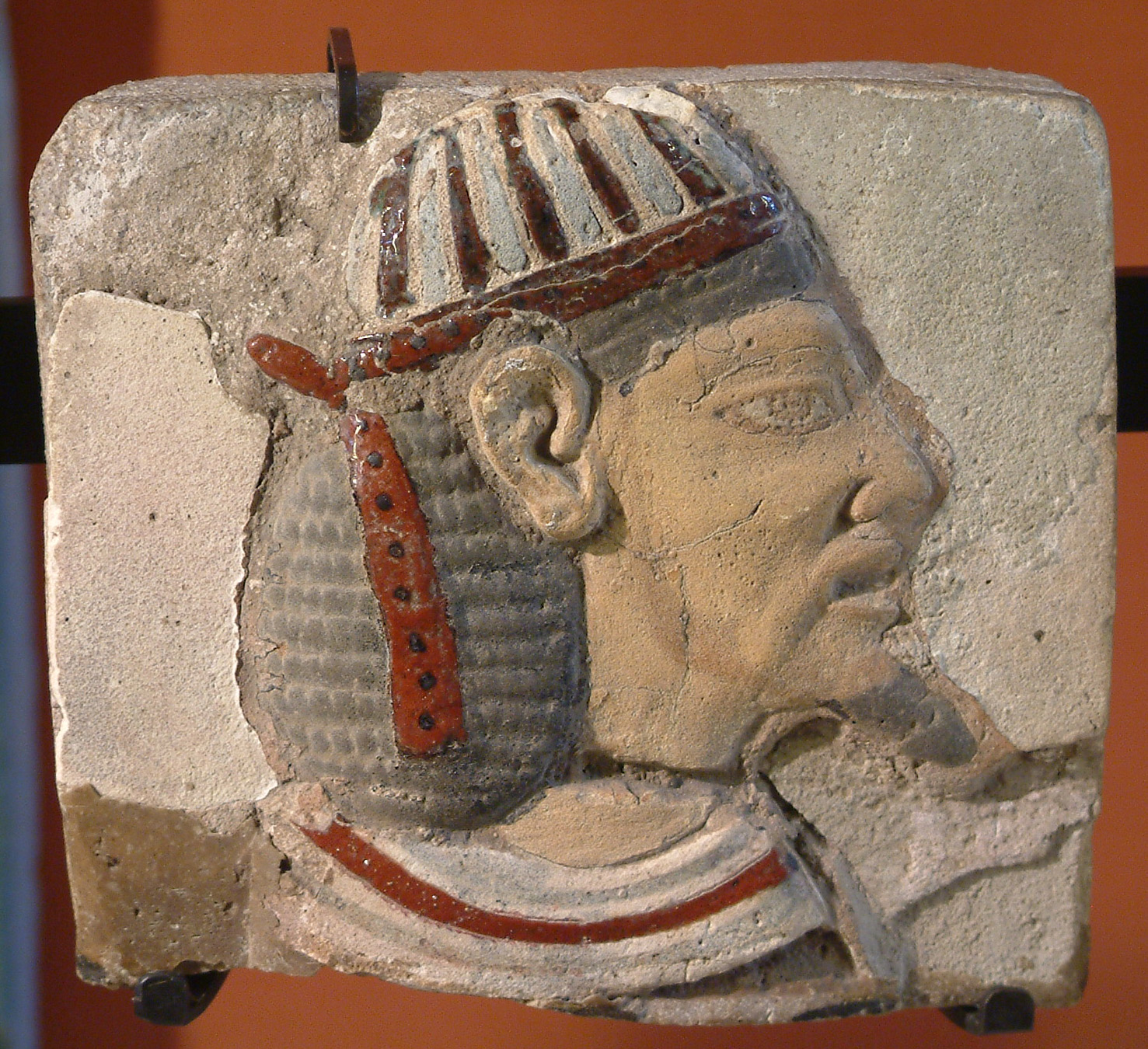
Uma Pedra de Leotópolis

Leontópolis foi uma cidade do antigo Egito, localizada no nomo de Heliópolis.

## Templo Judeu
Leontópolis foi o local escolhido para a construção de um templo a Adonay, semelhante ao Templo de Jerusalém.
A proposta para a construção do templo partiu do sumo sacerdote Onias, que era filho de Onias e havia fugido da Judeia para o Egito, tendo sido acolhido por Ptolemeu Filómetor. Vendo que os judeus da Judeia eram oprimidos pelos reis macedônios, Onias propôs a Ptolemeu e à rainha Cleópatra que construíssem um templo sagrado no Egito, à semelhança do templo de Jerusalém, e que para o serviço fossem ordenados levitas e sacerdotes.
Onias argumento que os judeus do Egito estavam frequentando templos de forma incorreta, e escolheu um local em Leontópolis, no nomo de Heliópolis, onde havia um templo pagão abandonado, e abundância de materiais de construção. Ele propôs purificar o local, construir um templo a Deus e que isto serviria como benefício para o faraó e seus descendentes, e para os judeus do Egito. De acordo com Onias, a construção deste templo seria o cumprimento de uma profecia de Isaías:
Haverá um altar no Egito para o senhor Deus
De acordo com Adam Clarke, a interpretação de Onias se baseava no verso anterior:
Naquele dia haverá na terra do Egito cinco cidades que falarão a língua de Canaã, e jurarão a Javé dos exércitos; uma delas será chamada-A cidade da destruição
Em que cidade da destruição poderia ser lida, em hebraico, como עיר החרס , ou cidade do Sol (Heliópolis).
De acordo com Flávio Josefo, a piedade de Ptolemeu e sua irmã Cleópatra ficam demonstradas na resposta que eles deram a Onias, colocando a culpa por transgredir a lei de Deus sobre o sacerdote. Na carta, eles respondem que acham estranho que seria agradável a Deus ter um templo em um local tão impuro e tão cheio de animais sagrados, porém se isto havia sido profetizado por Isaías, eles dão permissão, desde que tudo seja feito de acordo com a Lei, para que eles não fossem culpados de ofender a Deus.
O templo, então, foi construído por Onias, semelhante ao de Jerusalém, porém menor e mais pobre. Outros judeus como Onias, além de sacerdotes e levitas, passaram a fazer o serviço divino neste templo.
O templo foi destruído pelo imperador romano Vespasiano, após a destruição do templo de Jerusalém; segundo alguns autores foi neste momento que os judeus da Palestina alteraram o texto de Isaías, cidade do Sol (ir hacheres) para cidade da destruição (ir haheres).